# Achthoven (Montfoort)
Achthoven is een buurtschap in de gemeente Montfoort in de provincie Utrecht en ligt aan de noordelijke dijk van de Hollandse IJssel in het dunbevolkte poldergebied tussen IJsselstein, De Meern en Montfoort. Deze buurtschap is onderverdeeld in Achthoven-West en Achthoven-Oost. Achthoven-West ligt aan de weg met de naam Achthoven-West, die in het verlengde ligt van de Mastwijkerdijk, en aan de Slotlaan. Achthoven-Oost ligt aan de provinciale weg 228.   

## Geschiedenis
De naam heeft waarschijnlijk betrekking op het aantal hoeven dat in de gelijknamige polder was voorzien. De term hoeve werd in de tijd van de ontginning van deze polder gebruikt als een maat. In de polder Achthoven wijken de lengten en breedten van de kavels echter af van de gangbare cope-maten, die onder andere werden gehanteerd bij de naburige polder Reijerscop.
Achthoven is gelijktijdig met de polder Mastwijk ontgonnen en was lange tijd een heerlijkheid met een eigen beperkte rechtspraak. Er werd recht gesproken in de herberg De Witte Swaen op de hoek van de Achthovensedijk en de veerweg naar de Hollandse IJssel. De veerweg bestaat niet meer, maar een boerderij De Witte Swaen op de plaats van de vroegere herberg nog wel. Het vroegere veer verbond de buurtschappen Achthoven en Heeswijk met elkaar, maar was bovenal een schakel in de wegverbinding tussen de steden Utrecht en Gouda.
Op 1 januari 1812 werd Achthoven-West bij de gemeente Linschoten gevoegd. Op 1 januari 1818 werd Achthoven-West losgemaakt van deze gemeente en samengevoegd met het voormalige gerecht Heeswijk tot een nieuwe gemeente met de naam Achthoven. Achthoven-Oost hoorde niet tot deze gemeente, maar tot de gemeente IJsselstein.  Op 8 september 1857 werd de gemeente Achthoven opgeheven en opnieuw bij de gemeente Linschoten gevoegd. In dat jaar werd ook het veer bij De Witte Swaen vervangen door de Hoogeboomsbrug, een ijzeren draaibrug op dezelfde plaats als de veerverbinding. 
Vroeger lag Achthoven in zijn geheel aan de drukke provinciale weg De Meern-Gouda, thans ook bekend als de N228. In 1932 onderging deze weg enkele ingrijpende wijzigingen. Er was kort daarvoor een stenen hoge brug over de Hollandse IJssel gebouwd. Deze nieuwe Hoogeboomsbrug lag enkele honderden meters ten zuidoosten van de oude draaibrug. Ook was een stuk weg van 900 meter door de uiterwaard naar de nieuwe brug aangelegd. Door deze veranderingen werd de route korter. De nieuwe verbinding loopt niet meer door Achthoven-West. Achthoven-Oost is wel aan de (oude) N228 blijven liggen. Een zijweg van de huidige N228, de Slotlaan, leidt naar Achthoven-West. De oude draaibrug had geen functie meer en werd afgebroken.
In 1989 werd de gemeente Linschoten opgeheven. Het grootste deel hiervan, waaronder Achthoven-West, werd bij de gemeente Montfoort gevoegd. Tegelijkertijd ging Achthoven-Oost over van de gemeente IJsselstein naar Montfoort. Sindsdien ligt dus heel Achthoven binnen de gemeente Montfoort.

## Bezienswaardigheden

### Boerderijen
Achthoven heeft drie boerderijen met de status van rijksmonument, waaronder De Witte Swaen. Zie deze opsomming

### Mariakapel
Aan de noordzijde van de provinciale weg N228, iets ten oosten van de Slotlaan, ligt de Mariakapel Achthoven.

### De Mare, de Meerndijk en de Meernhoeve
Even ten oosten van Achthoven-Oost buigt de N228 op een driesprong naar het noorden en gaat daar over in de Meerndijk. Pal ten zuiden van deze driesprong ligt de toegang tot het natuurgebiedje De Mare. Daarvandaan loopt een kanaaltje naar het zuiden, dat na 300 meter uitmondt in de Hollandse IJssel. Dit is een reconstructie van een deel van de watergang de Mare. Lange tijd werd aangenomen dat deze Mare een riviertje was tussen de Rijn en de IJssel. Archeologisch en geologisch onderzoek hebben echter uitgewezen dat het hier gaat om een gegraven verbinding uit waarschijnlijk de 1e of 2e eeuw. In de vroege middeleeuwen slibde dit circa 4 km lange kanaal dicht, op enkele resten na. Bij de  grootschalige ontginning van het gebied in de 11e en 12e eeuw zag men waarschijnlijk deze resten aan voor overblijfselen van een riviertje, en gaf men hieraan de naam Mare.
Bij de ontginning werd een netwerk van sloten en vlieten aangelegd, via welke het water snel kon worden afgevoerd. Ten behoeve van de landbouw werd de waterstand laag gehouden. Hierdoor ging echter de ondergrond van veen inklinken en daalde de bodem met meters. Veel minder snel daalde de klei- en zandbodem van de dichtgeslibde Mare. Deze kwam zelfs iets hoger te liggen dan het omringende land. Omstreeks 1200 zag men in deze boven het maaiveld uitstekende rug van klei en zand de ideale ondergrond voor een aan te leggen dwarsdijk tussen de stroomruggen van de Rijn en de IJssel. Er lag dus al een lage dijk, en door deze verder te verhogen met rivierklei ontstond de huidige Meerndijk. In 1288 wordt deze dijk Marne genoemd, in 1301 Maerne en in 1376 Meern. De Meern, thans een woonplaats binnen de gemeente Utrecht, is genoemd naar deze dijk.
Op de hoek van de Noord-IJsseldijk en de Meerndijk ligt de boerderij Meernhoeve. Hoewel deze monumentale boerderij enkele eeuwen oud is, zijn er verschillende voorgangers geweest. In een document uit 1208 wordt de hofstede Marremunde genoemd. Deze lag op dezelfde plaats als de huidige Meernhoeve.

## Afbeeldingen

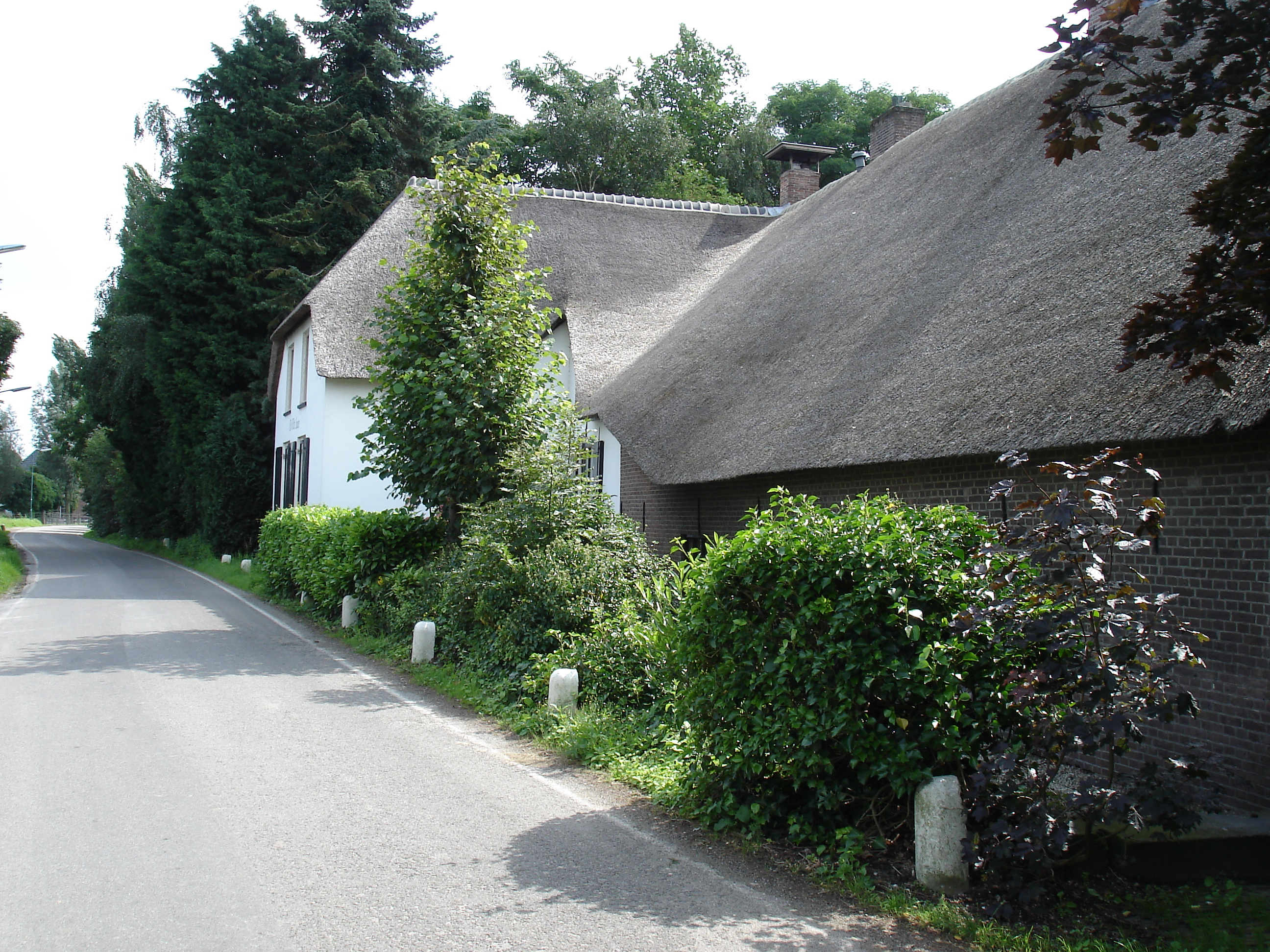
De Witte Swaen
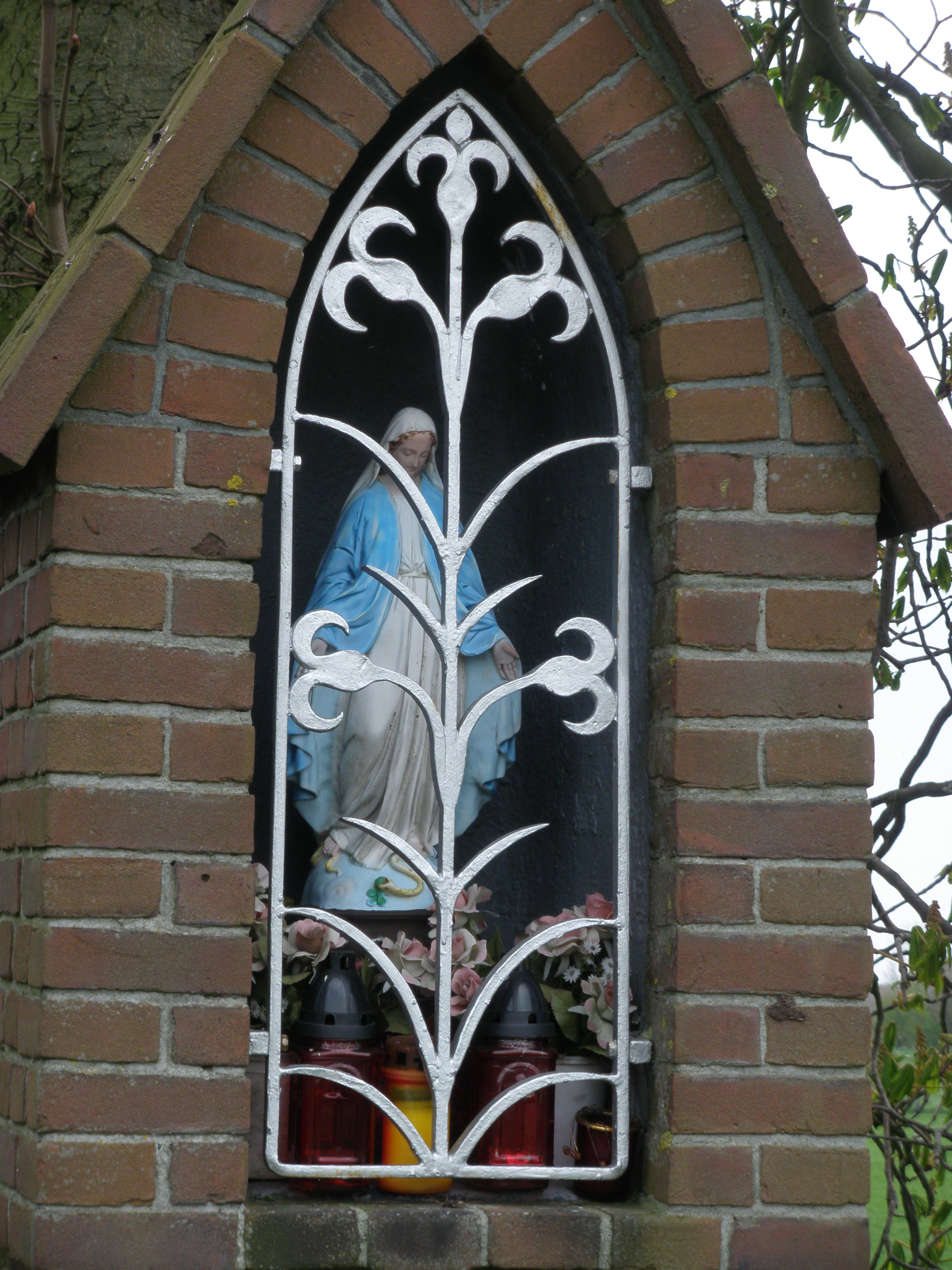
Mariakapel aan de N228
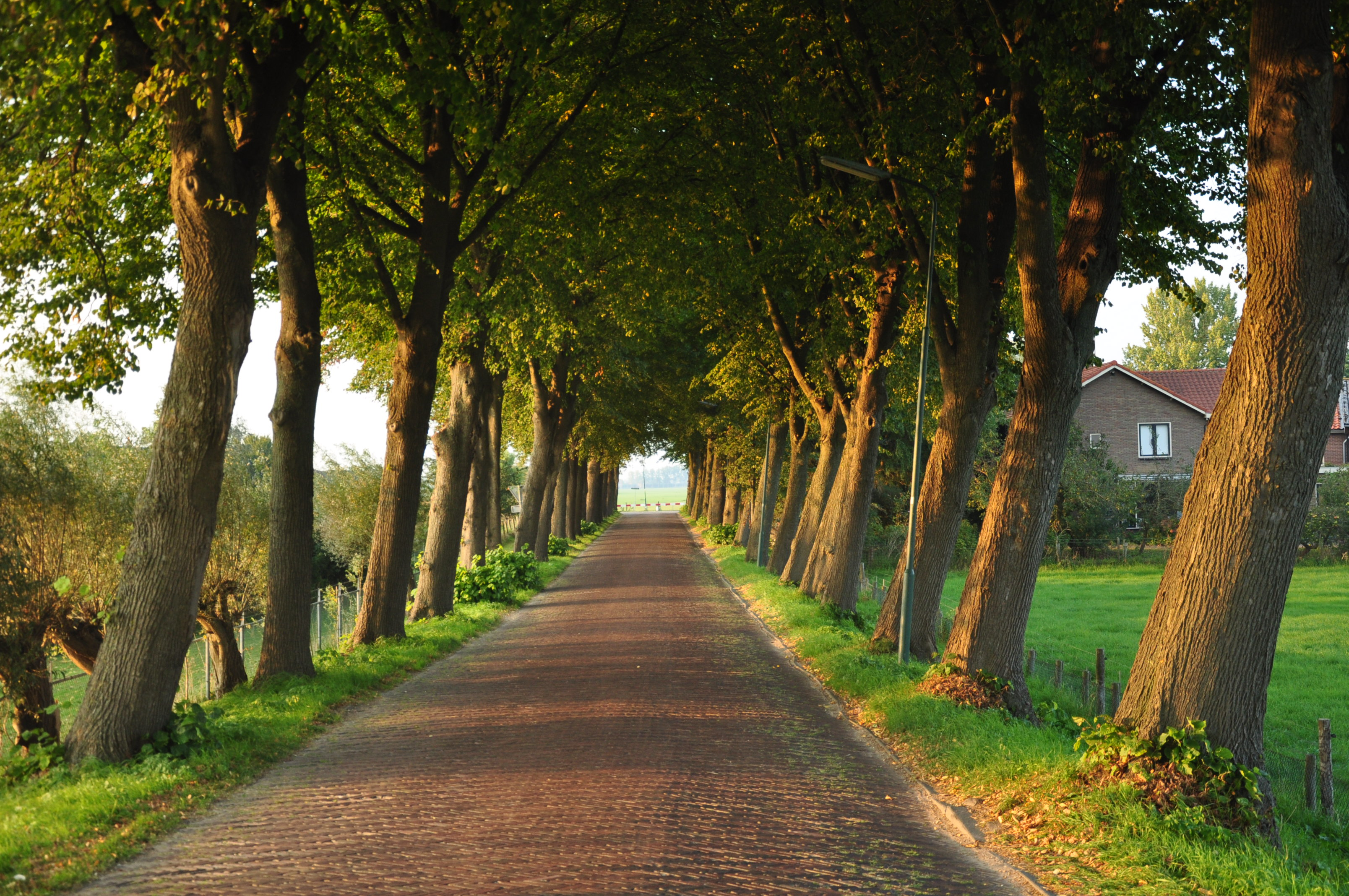
De Slotlaan